# ハイランディア
『ハイランディア』は、丘野ゆうじによる日本のライトノベル。イラストは3巻まであづみ亨が担当し、同氏の体調不良のため、4巻以降は内田美奈子に交代した。集英社スーパーファンタジー文庫（集英社）より1995年6月から2001年3月まで刊行された。未完のまま終了したが、この件に関して丘野は「明らかにできない事情がある」「中途半端に幕引きを図るより、すっぱり未完としたい」とだけ語っている。

## ストーリー
高校生の桜井涼は、父親が借金を抱えたまま蒸発してしまい、高校は自主退学、彼女にもフラれるという災難に見舞われる。友人のマンションに転がり込むも、レンタルビデオを返却しに行く途中でトラックに撥ねられてしまい、気が付けば異世界「ハイランディア」にいた。森で出会った賢者モーリンに、「アークの書」なる聖遺物の話を聞いた涼は、それを見つけ出せば故郷に帰れるかもしれないと考え、探検の旅に出ることを決意する。しかし、ハイランディアには「蛇の民」と呼ばれる古代の邪教集団が暗躍しており、世界に戦乱を呼び込もうとしていたのだった。

## 登場人物

### 主要登場人物
桜井涼（さくらい りょう）
主人公。父親の失踪を皮切りに様々な災難に立て続けに見舞われ、挙句に異世界に飛ばされてしまった高校2年生。「アークの書」なる聖遺物に、故郷へ帰る希望を見出し、聖遺物探索の旅に出る。窮地に陥ると不思議な力を発揮するが、涼本人にもその力の正体やコントロールはつかめていない。
ハイネ・フリッカ
涼がハイランディアで最初に出会った人間。銀髪に褐色の肌を持つ少女。短髪で子供体型、一人称も「ボク」のため、一見すると少年にも見える。惑いの森で魔物に襲われる涼を見つけて救助した。かつて旅芸人の父親と二人旅をしていたが、旅先で謎の蛮族に襲われて父を殺され、天涯孤独の身となった。ドゥルアーデの遺言を聞いて、父の仇と通じるものを感じ取り、仇討ちのために涼に同行する。父親譲りで非常に身が軽く、ナイフ投げの腕も達者。
イングリッヒ・オベラート
ドラゴナ王国が擁する騎士団の1つ「黒帝騎士団」の副長筆頭。黒い長髪を持つ美男子で、「黒の貴公子」の異名を持つ。任務途中で涼たちを保護し、その際に彼の不思議な力を目の当たりにして興味を持ち、自身の従卒に迎え入れた。22歳にして騎士団のナンバー2として認められるほどの器を持つが、軍事一辺倒で生きてきたため、若者らしい娯楽や色恋沙汰には疎い。
ヨアヒム
黒帝騎士団の従軍神官。年齢は涼と同じ17歳。オベラートの部隊付きという縁で、涼たちと親しくなる。純朴で真面目な若者であるが、敬虔であるがゆえに頑迷でもあり、異教徒に対しては敵愾心を露わにする悪癖がある。
ヴァイロン
ドラゴナ王国の宰相。さほどの名家の出ではないにもかかわらず、異例のスピードで出世を重ねて宰相にまで上り詰めた切れ者。本来の王位継承者である王女を病気療養の名目で監禁し、傍流の暗愚を傀儡として王座に据えた。さらに、様々な政治工作によって、自身に権力を集中させつつある。その正体は、破壊神を奉ずる邪教集団「蛇の民」の首領。国家の中枢を乗っ取り、戦争を起こすことで、ハイランディア全土を戦乱の渦に飲み込もうと画策している。

## ハイランディアについて
涼が迷い込んだ世界に名前はなく、ただ「世界」とだけ呼ばれる。ハイランディアとは、この世界における唯一の（と認識される）大陸の名前である。
世界観
人々の世界観は中世レベルで、平らな大地の上に暮らしていると考えているが、少数ながら大地球体説、および地動説を唱える学者も存在する。はるか古代に「大神災」と呼ばれる天変地異が起こり、あまたの大陸や島々が沈んだのち、唯一ハイランディア大陸だけが残されたと言われている。航海術も発達しておらず、海を行くと滝になっており、そこが「世界の果て」であると考えられている。
国家
ハイランディアには、いくつかの国家が存在しているが、明確な国境線があるわけではなく、空白地帯を挟んで点在している状態である。涼が迷い込んだのは、ハイランディアの中でも特に有力な「ドラゴナ王国」。その北方には、小国の「ミルス王国」、さらに北方には、ドラゴナをしのぐ強国「ザクソン王国」が存在する。
人種
人種という概念は存在しない。肌の色は白・褐色・黄色の三種類だが、髪や瞳の色は多種多様で、我々の世界ではありえないような色もある。肌・髪・瞳の色に固定した関係は見られず、あらゆる組み合わせがありうる。ただ、ミルス王国の住民だけは、総じて黒髪・黒眼に褐色の肌である。
宗教
古来よりの多神教が広く信仰されているが、ドラゴナでは五百年ほど前に興った「エリクス教」というキリスト教に似た一神教が国教に指定され、強い勢力を持っている。一神教の多分に漏れず、強い独善性と排他性を持っており、民に寛容だった前国王が崩御して以降、法王庁がその支配権を強めている。北方のミルスやザクソンは自然信仰の多神教であり、ドラゴナとは宗教的な対立をも深めつつある。

## 既刊一覧
- 丘野ゆうじ（著）・あづみ亨（イラスト、3巻まで）・内田美奈子（イラスト、4巻以降） 『ハイランディア』 集英社〈集英社スーパーファンタジー文庫〉、全12巻
  1. 「異界の旅人」1995年3月発行、ISBN 4-08-613178-1
  2. 「神々の封印」1995年9月発行、ISBN 4-08-613187-0
  3. 「導かれし光」1996年3月発行、ISBN 4-08-613211-7
  4. 「竜旗、北へ」1996年10月発行、ISBN 4-08-613234-6
  5. 「輝きの戦士」1997年4月発行、ISBN 4-08-613258-3
  6. 「灼熱の凶風」1997年10月発行、ISBN 4-08-613281-8
  7. 「紅き闇の罠」1998年4月発行、ISBN 4-08-613300-8
  8. 「妖蛇の微笑」1998年10月発行、ISBN 4-08-613320-2
  9. 「魔炎の死都」1999年4月発行、ISBN 4-08-613343-1
  10. 「背神の騎士」1999年12月発行、ISBN 4-08-613371-7
  11. 「月影の修羅」2000年7月発行、ISBN 4-08-613386-5
  12. 「蒼穹の彼方」2001年3月発行、ISBN 4-08-613402-0